# Tynker
Tynker屬於教育编程语言，可以教導兒童如何編寫遊戲及程式。在編寫程式的過程不是直接輸入程式碼，而是由拖放程式方塊，然後再黏貼在一起的方式進行。
Tynker的視覺設計及原理是以Scratch语言為基礎，類似Snap!及Hopscotch等語言，不過Tynker不是以Adobe Flash為基礎，而是以HTML5及JavaScript為基礎，可以用在沒有外掛plugin的瀏覽器中，也可以用在平版電腦及智慧型手機中。Tynker和Scratch的另一個不同點是Scratch是開源軟體，而Tynker是商業軟體，其目的仍以銷售相關課程為主。

## 歷史
Tynker company是在2012年在加州山景城創立，其創立資金來自天使投資人及機構投資者，Tynker for Schools在2013年4月上市，Tynker for Home在一年後上市
。

## 應用程式
Tynker已在2014年7月在iPad及Android上發行。專案可以在任一平台上操作，也可以在電腦及平版電腦上操作，不過各平台的機能還不是100%相容，而有些機能可能只能在特定平台上使用。